# Bergamo (stad)
Bergamo (Lombardisch: Bèrghem, Duits: Wälsch-Bergen, heden verouderd) is een stad in de Italiaanse regio Lombardije, 40 kilometer ten oosten van Milaan. Het is de hoofdstad van de provincie Bergamo. Bergamo is een der oudste steden van Lombardije met elementen van zowel Etruskische als Keltische en Romeinse cultuur. De stad heeft 119.812 inwoners (31-03-2021).

## Omschrijving
Bergamo kan worden onderverdeeld in een hoog en een laag gedeelte. Het hoge gedeelte is de oude middeleeuwse stad, die in de 16e eeuw tijdens de Venetiaanse overheersing werd ommuurd. Centraal ligt de Piazza Vecchia, met daaraan onder andere het Palazzo della Ragione, de dom en de kerk Santa Maria Maggiore, met daarin het graf van de musicus Gaetano Donizetti.
Het laaggelegen deel van de stad, onder andere door middel van een kabeltrein verbonden met het oude centrum, herbergt behalve instellingen als het gemeente- en provinciehuis, ook de meeste woonwijken, het station en het bezienswaardige museum Accademia Carrara met werken van Botticelli, Rubens en Rafaël. Bergamo heeft verder een luchthaven, Orio al Serio, die behalve voor nationaal verkeer ook gebruikt wordt door goedkopere internationale luchtvaartmaatschappijen en wordt beschouwd als de derde luchthaven van Milaan. Vanaf Schiphol bestaat een rechtstreekse vliegverbinding, evenals vanaf Rotterdam,Eindhoven, Maastricht en Charleroi (Brussel) (CRL).
De naam Bergamo wordt in het lokaal dialect geschreven als "Bèrghem", hetgeen zijn oorsprong vindt in een Lombardisch-Germaans dialect. De naam betekent zoveel als "Berghuis".
De volgende frazioni maken deel uit van de gemeente: Boccaleone, Celadina, Colognola al Piano, Loreto en Redona.

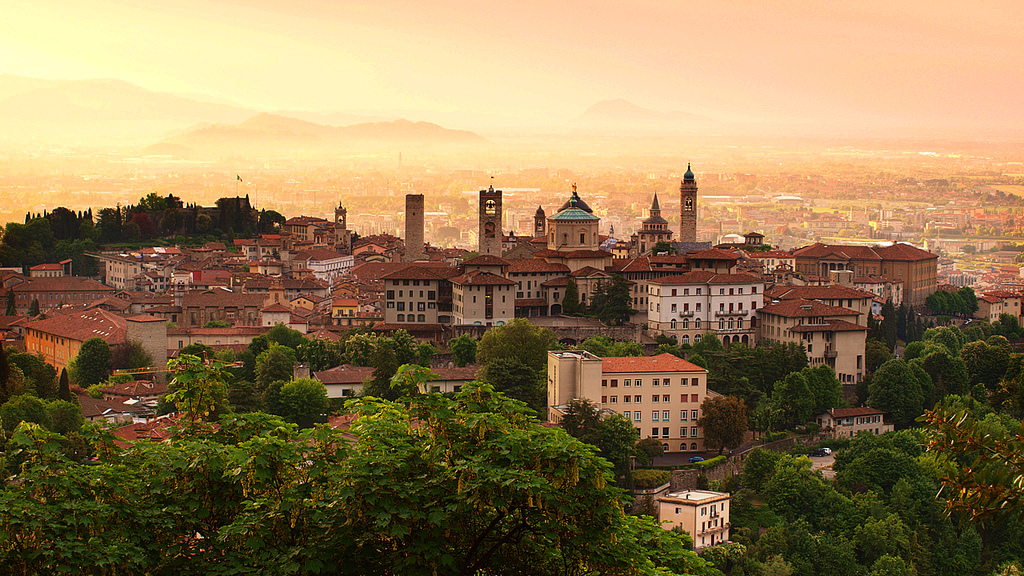
Oude stad van Bergamo

## Geschiedenis
Bergamo ligt op de plek van de oude plaats Bergomum, die werd opgericht als nederzetting van de Cenomanistam. In 49 v.Chr. werd het een Romeinse gemeente. Op het hoogtepunt woonden er 10.000 mensen. Deze stad werd in de 5e eeuw vernietigd door Attila de Hun.
Vanaf de 6e eeuw was Bergamo een belangrijk Lombardisch hertogdom tot aan de verovering van het Koninkrijk Lombardije door Karel de Grote.
In 2020 werd de stad zwaar getroffen door de Coronapandemie. Begin april waren 4.500 inwoners overleden aan het coronavirus.

## Sport
Atalanta Bergamo is de professionele voetbalploeg van de stad Bergamo en speelt in het Stadio Atleti Azzurri d'Italia. Atalanta Bergamo is vaak actief op het hoogste Italiaanse niveau de Serie A.
Bergamo is bekend van de wielersport. De Ronde van Italië heeft regelmatig ritaankomsten in de stad. Ook is Bergamo regelmatig de start- of aankomstplaats van de wielerklassieker Ronde van Lombardije. Als de finish in Bergamo is, dan is dat doorgaans in de bovenstad Bergamo Alta.

## Geboren in Bergamo
- Pietro I della Scala (1200 of 1201 - 1295), dominicaan en bisschop van Verona
- Pietro Locatelli (1695-1764), componist en violist
- Pietro Aurelio Mutti (1775-1857), bisschop van Verona en patriarch van Venetië
- Giuseppe Donizetti (1788-1856), componist, militair kapelmeester en fluitist
- Gaetano Donizetti (1797-1858), operacomponist
- Giacomo Manzù (1908-1991), beeldhouwer
- Filippo Maria Pandolfi (1927-2025), politicus
- Jean Corti (1929-2015), Italiaans-Frans-Belgisch accordeonist en componist
- Carlo Ubbiali (1929-2020), motorcoureur
- Walter Bonatti (1930-2011), bergbeklimmer
- Luigi Arzuffi (1931-1995), schilder en beeldhouwer.
- Alessandro Pesenti-Rossi (1942), Formule 1-coureur
- Claudio Corti (1955), wielrenner
- Roberto Donadoni (1963), voetballer en voetbaltrainer
- Flavio Giupponi (1964), wielrenner
- Giovanni Fidanza (1965), wielrenner
- Stefania Croce (1970), golfer
- Rossano Brasi (1972), wielrenner
- Eddy Mazzoleni (1973), wielrenner
- Valentino Fois (1973), wielrenner
- Paolo Mazzoleni (1974), voetbalscheidsrechter
- Oscar Cavagnis (1974), wielrenner
- Roberto Locatelli (1974), motorcoureur
- Matteo Algeri (1976), wielrenner
- Renzo Mazzoleni (1977), wielrenner
- Andrea Bettinelli (1978), atleet
- Alessandro Vanotti (1980), wielrenner
- Ivan Pelizzoli (1980), voetballer
- Andrea Lazzari (1984), voetballer
- Piermario Morosini (1986), voetballer
- Jacopo Sala (1991), voetballer
- Sofia Goggia (1992), alpineskiester
- Alice Algisi (1993), wielrenner
- Fausto Masnada (1993), wielrenner
- Roberto Gagliardini (1994), voetballer
- Mattia Caldara (1994), voetballer
- Lorenzo Rota (1995), wielrenner
- Filippo Melegoni (1999), voetballer
- Riccardo Sottil (1999), voetballer
- Sergio Meris (2001), wielrenner

## Trivia
- De schrijver Stendhal beschreef Bergamo ooit als "de mooiste stad die ik ooit heb gezien".
- Het Bergamasco, het plaatselijke dialect, klinkt voor andere Italianen nogal grof. Berghem, de hota e de hura (Bergamo di sotto e di sopra, Bergamo beneden en boven) is een nationaal bekend woordgrapje over Bergamo en zijn dialect.
- De archetypische Bergamask is in de ogen van de Italianen een grofgebekte, boerenslimme, maar hardwerkende bouwvakker.
- Brighella, het lepe, veelzijdige, ambivalente personage uit de commedia dell'arte, was een Bergamask uit de Brembanavallei aldaar.